# Aemil von Lyncker
Aemil Karl August Heinrich Freiherr von Lyncker (* 7. April 1777 in Arnstadt; † 7. Januar 1851 in Nemmersdorf) war ein königlich preußischer Landrat, Offizier und Ritter des Ordens Pour le Mérite.

## Leben

### Herkunft und Familie
Aemil entstammte dem ostpreußischen Zweig der ursprünglich aus Hessen kommenden briefadeligen Beamten- und Offiziersfamilie Lyncker. Sein Vater Ferdinand von Lyncker (1732–1811) war fürstlich schwarzburg-sondershausener Kanzler und Konsistorialpräsident in Arnstadt. Dieser erwarb 1786 das Gut Nemmersdorf in Ostpreußen, welches Lyncker später erbte. Am 8. August 1800 heiratete er Luise von Haeseler (1780–1855). Sein Sohn Richard von Lyncker (1827–1901) wurde ebenfalls preußischer Landrat und war Vater des preußischen Generals der Infanterie Alfred von Lyncker (1854–1919).

### Militärkarriere
Lyncker trat, wie es damals für junge Landadelige üblich war, in die preußische Armee als Offiziersbewerber ein. Bei Ausbruch des Krieges gegen Frankreich im Jahre 1806 war er Premierlieutenant im Infanterieregiment „Courbière“. Nach der Niederlage der preußischen Armee in der Schlacht bei Jena und Auerstedt gehörte sein Regiment zu den Verteidigern der Festung Danzig. Bei den Kämpfen gegen die französischen Belagerer wurde er in einem Gefecht am 26. März 1807 dreimal verwundet und zeichnete sich so aus, dass Oberst von Massenbach General von Kalckreuth bat, Lyncker dem König zur Auszeichnung mit dem Orden Pour le Mérite vorzuschlagen. In Massenbachs Bericht vom 29. März 1807 heißt es: 

„Lieutenant Lyncker, welcher bei der Affaire am 26. drei Wunden erhalten, ein sehr ausgezeichneten Schützenoffizier, obgleich zu einem anderen Posten der Verpflegungskommission kommandiert war, dem ungeachtet die Anführung der Schützen übernahm, bei der ersten Wunde fortfocht und nur bei der dritten, als er weggetragen wurde, das Kommando niederlegte, bitte ich E.E.(Euer Exellenz), ihn ebenfalls bei S.M. dem Könige, zum Orden d. V. gnädigst vorzuschlagen....'.  Kalckreuth berichtete am 30. März 1807 dem König und schlug ihm Premierlieutenant von Lyncker vor, ihm diesen Orden zu verleihen.“

 Mit Allerhöchster Kabinettsorder vom 8. April 1807 verlieh Friedrich Wilhelm III. Lyncker den Orden Pour le Mérite. Lyncker diente noch eine Weile in der Armee und schied nach dem Tilsiter Frieden als Kapitän aus dem Militärdienst.

### Verwaltungslaufbahn
Neben der Bewirtschaftung seines ererbten Landbesitzes in Nemmersdorf trat er in den preußischen Staatsdienst ein. Er wurde erster Landrat der am 3. Juli 1818 eingerichteten Kreisverwaltung des Kreises Gumbinnen und verwaltete dieses Amt bis 1840.
Lyncker war 1821 auch Mitbegründer des Landwirthschaftlichen Vereins in Lithauen und der 1832 gegründeten Zeitschrift Georgine, eine Zeitschrift für landwirthschaftliche Cultur.